# Zimní olympijské hry mládeže 2024
Zimní olympijské hry mládeže 2024, oficiálně IV. zimní olympijské hry mládeže (korejsky 제 4 회 동계 청소년 올림픽 ), se konaly v jihokorejské provincii Kangwon. Slavnostní zahájení proběhlo 19. ledna 2024 a zakončení se následně uskutečnilo 1. února 2024.
Se hrami byla, jako při minulých zimních olympijských hrách mládeže, spojena nauka o kultuře a účastníci se budou vzdělávat ve výukových centrech.

## Volba pořadatele
Kandidaturu na pořadatelství her podalo celkem sedm míst:
- Brašov
- Granada
- Sofie
- Ushuaia
- Charbin
- Soči
- provincie Kangwon

Nabídka města Soči ale byla odmítnuta, protože WADA zakázala Rusku předkládat nabídky na pořádání mezinárodních akcí v rámci své sankce za státem podporovaný doping. V novém výběrovém řízení se provincie Kangwon stala preferovaným hostitelem. Dne 10. ledna 2020 bylo během zasedání MOV v Lausanne zvolena za hostitele provincie Kangwon.
| Město      | Stát        | První kolo |
| ---------- | ----------- | ---------- |
| Kangwon    | Jižní Korea | 79         |
| Proti      |             | 2          |
| Abstenoval |             | 1          |

## Olympijské sportoviště

### Horské středisko Pchjongčchang

#### Alpensia Sports Park
- Yongpyong Dome (slavnostní zahájení ZOHM 2024)
- Alpensia Ski Jumping Centre (skoky na lyžích, severská kombinace)
- Alpensia Biathlon Centre (biatlon)
- Alpensia Sliding Centre (saně, boby a skeleton)

#### Samostatné dějiště
- Welli Hilli Park (akrobatické lyžování a snowboarding)
- High1 Resort (akrobatické lyžování a alpské lyžování)

### Pobřežní středisko Kangnung
- Hokejový stadion Kangnung (lední hokej, zakončení ZOHM 2024)
- Gangneung Curling Centre (curling)
- Gangneung Oval (rychlobruslení, slavnostní zahájení ZOHM 2024)
- Gangneung Ice Arena (short track a krasobruslení)

## Soutěže
Na hrách sportovci soutěžili v 15 sportech s celkem 81 disciplínami.

### Sportovní odvětví
| - Akrobatické lyžování - Alpské lyžování - Běh na lyžích - Biatlon - Boby | - Curling - Krasobruslení - Lední hokej - Rychlobruslení - Saně | - Severská kombinace - Short track - Skeleton - Skoky na lyžích - Snowboarding |

### Kalendář soutěží
| UC | Úvodní ceremoniál | ● | Soutěžní den disciplíny | 1 | Finále disciplíny | ZC | Závěrečný ceremoniál |

| Leden/Únor           | 19. Pá | 20. So | 21. Ne | 22. Po | 23. Út | 24. St | 25. Čt | 26. Pá | 27. So | 28. Ne | 29. Po | 30. Út | 31. St | 1. Čt | Finále |
| -------------------- | ------ | ------ | ------ | ------ | ------ | ------ | ------ | ------ | ------ | ------ | ------ | ------ | ------ | ----- | ------ |
| Ceremoniály          | UC     |        |        |        |        |        |        |        |        |        |        |        |        | ZC    |        |
| Akrobatické lyžování |        |        |        |        | 2      | 2      | 1      | 1      | 2      | 2      |        |        | 2      |       | 12     |
| Alpské lyžování      |        |        | 2      | 2      | 1      | 1      | 2      | 1      |        |        |        |        |        |       | 9      |
| Běh na lyžích        |        |        |        |        |        |        |        |        |        |        | 2      | 2      |        | 1     | 5      |
| Biatlon              |        | 2      | 1      |        | 2      | 1      |        |        |        |        |        |        |        |       | 6      |
| Boby                 |        |        |        | 1      | 1      |        |        |        |        |        |        |        |        |       | 2      |
| Curling              |        | ●      | ●      | ●      | ●      | ●      | 1      | ●      | ●      | ●      | ●      | ●      | ●      | 1     | 2      |
| Krasobruslení        |        |        |        |        |        |        |        |        | ●      | ●      | 2      | 2      |        | 1     | 5      |
| Lední hokej          |        | ●      | ●      | ●      | ●      | ●      | 2      |        | ●      | ●      | ●      | ●      | 2      |       | 4      |
| Rychlobruslení       |        |        |        | 2      | 2      |        | 1      | 2      |        |        |        |        |        |       | 7      |
| Saně                 |        | 2      | 2      |        | 1      |        |        |        |        |        |        |        |        |       | 5      |
| Severská kombinace   |        |        |        |        |        |        |        |        |        |        | 2      |        | 1      |       | 3      |
| Short track          |        | 2      | 2      | 2      |        | 1      |        |        |        |        |        |        |        |       | 7      |
| Skeleton             |        |        |        | 1      | 1      |        |        |        |        |        |        |        |        |       | 2      |
| Skoky na lyžích      |        | 2      | 1      |        |        |        |        |        |        |        |        |        |        |       | 3      |
| Snowboarding         |        | 2      | 1      |        |        | 1      | 1      |        | ●      | 2      |        |        |        | 2     | 9      |
| Celkem disciplín     |        | 10     | 9      | 8      | 10     | 6      | 8      | 4      | 2      | 4      | 6      | 4      | 5      | 5     | 81     |
| Kumulativní součet   |        | 10     | 19     | 27     | 37     | 43     | 51     | 55     | 57     | 61     | 67     | 71     | 76     | 81    | 81     |
| Leden/Únor           | 19. Pá | 20. So | 21. Ne | 22. Po | 23. Út | 24. St | 25. Čt | 26. Pá | 27. So | 28. Ne | 29. Po | 30. Út | 31. St | 1. Čt | Finále |

## Pořadí národů
| Pořadí | Země                         | Zlato | Stříbro | Bronz | Celkem |
| ------ | ---------------------------- | ----- | ------- | ----- | ------ |
| 1      | Itálie (ITA)                 | 11    | 3       | 4     | 18     |
| 2      | Německo (GER)                | 9     | 5       | 6     | 20     |
| 3      | Jižní Korea (KOR)            | 7     | 6       | 4     | 17     |
| 4      | Francie (FRA)                | 7     | 5       | 6     | 18     |
| 5      | Čína (CHN)                   | 6     | 9       | 3     | 18     |
| 6      | Spojené státy americké (USA) | 5     | 11      | 5     | 21     |
| 7      | Rakousko (AUT)               | 5     | 6       | 5     | 16     |
| 8      | Švédsko (SWE)                | 4     | 4       | 3     | 11     |
| 9      | Velká Británie (GBR)         | 4     | 1       | 1     | 6      |
| 10     | Japonsko (JPN)               | 3     | 4       | 8     | 15     |
| 19     | Česko (CZE)                  | 1     | 1       | 2     | 4      |

## Čeští medailisté
Česká výprava čítala 62 sportovců a získala celkem 4 cenných kovů:
Zlatá medaile
- Ilona Plecháčová – biatlon, jednotlivci dívky

Stříbrné medaile
- Česká hokejová reprezentace do 16 let – lední hokej, chlapci

Bronzové medaile
- Heda Mikolášová, Ilona Plecháčová, Jakub Neuhauser, Lukáš Kulhánek – biatlon, smíšená štafeta
- Vanessa Volopichová – snowboarding, slopestyle dívky